# Boskovice
Boskovice település Csehországban, a Blanskói járásban. Boskovice Vážany, Okrouhlá, Sudice, Valchov, Skalice nad Svitavou, Chrudichromy, Vísky, Lhota Rapotina, Velenov, Újezd u Boskovic és Míchov településekkel határos. Lakosainak száma 12 190 fő (2024. január 1.).

## Népesség
A település lakosságának változását az alábbi diagram mutatja:
| Lakosok száma | 6204 | 6443 | 7322 | 7244 | 11 045 | 11 359 | 11 639 | 11 622 | 11 661 | 12 190 |
|               | 1869 | 1890 | 1921 | 1950 | 1980   | 2001   | 2017   | 2019   | 2022   | 2024   |